# Copris fidius
Copris fidius är en skalbaggsart som beskrevs av Olivier 1789. Copris fidius ingår i släktet Copris och familjen bladhorningar. Inga underarter finns listade i Catalogue of Life.